# UCI Europe Tour 2017
El UCI Europe Tour 2017 fue la decimotercera edición del calendario ciclístico internacional europeo. Se inició el 26 de enero de 2017 en España, con el Trofeo Porreras, Felanich, Las Salinas, Campos perteneciente a la Challenge Ciclista a Mallorca y finalizó el 17 de octubre de 2017 con el Premio Nacional de Clausura en Bélgica. En principio, se disputarían 270 competencias, otorgando puntos a los primeros clasificados de las etapas y a la clasificación final, aunque el calendario puede sufrir modificaciones a lo largo de la temporada con la inclusión de nuevas carreras o exclusión de otras.

## Equipos
Los equipos que pueden participar en las diferentes carreras dependen de la categoría de las mismas. A mayor nivel de una carrera pueden participar equipos de más nivel. Por ejemplo los equipos UCI ProTeam, solo pueden participar de las carreras .HC y .1 y tienen cupo limitado de equipos para competir.
| Categoría      | Categoría                       | Equipos |
| -------------- | ------------------------------- | --- |
| .HC            | 1.HC (Carrera de un día)        | * ProTeam (max 65%) * Profesionales Continentales * Continentales * Selecciones nacionales                 |
| .HC            | 2.HC (Carrera de varios días)   | * ProTeam (max 65%) * Profesionales Continentales * Continentales * Selecciones nacionales                 |
| .1             | 1.1 (Carrera de un día)         | * ProTeam (max 50%) * Profesionales Continentales * Continentales * Selecciones nacionales                 |
| .1             | 2.1 (Carrera de varios días)    | * ProTeam (max 50%) * Profesionales Continentales * Continentales * Selecciones nacionales                 |
| .2             | 1.2 (Carrera de un día)         | * Profesionales Continentales * Continentales * Selecciones nacionales * Selecciones regionales * Amateurs |
| .2             | 2.2 (Carrera de varios días)    | * Profesionales Continentales * Continentales * Selecciones nacionales * Selecciones regionales * Amateurs |
| .2U (sub-23)   | 1.2U (Carrera de un día)        | * Continentales * Selecciones nacionales * Selecciones regionales * Amateurs                               |
| .2U (sub-23)   | 2.2U(Carrera de varios días)    | * Continentales * Selecciones nacionales * Selecciones regionales * Amateurs                               |
| .Ncup (sub-23) | 1.Ncup (Carrera de un día)      | * Selecciones nacionales * Selecciones mixtas                                                              |
| .Ncup (sub-23) | 2.Ncup (Carrera de varios días) | * Selecciones nacionales * Selecciones mixtas                                                              |

## Carreras
Esta edición consta de XXX carreras de máxima categoría (.HC), ZZZ carreras de nivel (.1), y el resto de las carreras son del último nivel de categoría (.2). Además también forman parte los campeonatos nacionales de ruta y contrarreloj para élite y sub-23 para cada país europeo.

## Calendario
Las siguientes son las 270 carreras que componen actualmente el calendario UCI Europe Tour (actualizado por la UCI a diciembre de 2016)

### Enero
| Fecha | Carrera                                        | Cat. | Ganador       | Equipo                 |
| ----- | ---------------------------------------------- | ---- | ------------- | ---------------------- |
| 26    | Trofeo Porreras, Felanich, Las Salinas, Campos | 1.1  | André Greipel | Lotto Soudal           |
| 27    | Trofeo Serra de Tramuntana                     | 1.1  | Tim Wellens   | Lotto Soudal           |
| 28    | Trofeo Andrach-Mirador des Colomer             | 1.1  | Tim Wellens   | Lotto Soudal           |
| 29    | Trofeo Palma                                   | 1.1  | Daniel McLay  | Fortuneo-Vital Concept |
| 29    | Gran Premio Ciclista la Marsellesa             | 1.1  | Arthur Vichot | FDJ                    |

### Febrero
| Fecha | Carrera                           | Cat. | Ganador            | Equipo                       |
| ----- | --------------------------------- | ---- | ------------------ | ---------------------------- |
| 1-5   | Vuelta a la Comunidad Valenciana  | 2.1  | Nairo Quintana     | Movistar                     |
| 1-5   | Estrella de Bessèges              | 2.1  | Lilian Calmejane   | Direct Énergie               |
| 5     | Gran Premio Costa de los Etruscos | 1.1  | Diego Ulissi       | UAE Abu Dhabi                |
| 11    | Vuelta a Murcia                   | 1.1  | Alejandro Valverde | Movistar                     |
| 12    | Clásica de Almería                | 1.1  | Magnus Cort        | Orica-Scott                  |
| 12    | Trofeo Laigueglia                 | 1.HC | Fabio Felline      | Selección de Italia          |
| 15-19 | Vuelta a Andalucía                | 2.HC | Alejandro Valverde | Movistar                     |
| 15-19 | Vuelta al Algarve                 | 2.HC | Primož Roglič      | LottoNL-Jumbo                |
| 18-19 | Tour de Haut-Var                  | 2.1  | Arthur Vichot      | FDJ                          |
| 19    | GP Laguna                         | 1.2  | Andrea Toniatti    | Colpack                      |
| 21-23 | Tour La Provence                  | 2.1  | Rohan Dennis       | BMC Racing                   |
| 22-26 | Vuelta al Alentejo                | 2.1  | Carlos Barbero     | Movistar                     |
| 25    | Classic Sud Ardèche               | 1.1  | Mauro Finetto      | Delko Marseille Provence KTM |
| 26    | La Drôme Classic                  | 1.1  | Sébastien Delfosse | WB Veranclassic Aqua Protect |
| 26    | Kuurne-Bruselas-Kuurne            | 1.HC | Peter Sagan        | Bora-Hansgrohe               |
| 26    | Gran Premio Izola                 | 1.2  | Filippo Fortin     | Tirol                        |

### Marzo
| Fecha | Carrera                                      | Cat.   | Ganador                  | Equipo                      |
| ----- | -------------------------------------------- | ------ | ------------------------ | --------------------------- |
| 1     | Le Samyn                                     | 1.1    | Guillaume Van Keirsbulck | Wanty-Groupe Gobert         |
| 1     | Trofej Umag-Umag Trophy                      | 1.2    | Rok Korošec              | Amplatz-BMC                 |
| 4     | Porec Trophy                                 | 1.2    | Matej Mugerli            | Amplatz-BMC                 |
| 5     | Gran Premio Industria y Artigianato-Larciano | 1.HC   | Adam Yates               | Orica-Scott                 |
| 5     | A través de Flandes Occidental               | 1.1    | Jos van Emden            | LottoNL-Jumbo               |
| 5     | Gran Premio Villa de Lillers                 | 1.2    | Thomas Boudat            | Direct Énergie              |
| 5     | Gran Premio Internacional de Rodas           | 1.2    | Alan Banaszek            | Selección de Polonia        |
| 5     | Clásica de Arrábida                          | 1.2    | Amaro Antunes            | W52-FC Porto                |
| 9-12  | Istrian Spring Trophy                        | 2.2    | Matej Mugerli            | Amplatz-BMC                 |
| 10-12 | Vuelta a Rodas                               | 2.2    | Colin Stüssi             | Roth-Akros                  |
| 11    | Tour de Drenthe                              | 1.1    | Jan-Willem Van Schip     | Delta Cycling               |
| 12    | París-Troyes                                 | 1.2    | Yannis Yssaad            | Armée de terre              |
| 12    | Clásica Aldeias do Xisto                     | 1.2    | Vicente García de Mateos | Louletano-Hospital de Loulé |
| 12    | Dorpenomloop Rucphen                         | 1.2    | Maarten Van Trijp        | Metec-TKH Mantel            |
| 15    | Nokere Koerse                                | 1.HC   | Nacer Bouhanni           | Cofidis, Solutions Crédits  |
| 17    | Handzame Classic                             | 1.1    | Kristoffer Halvorsen     | Joker Icopal                |
| 18    | Clásica de Loire-Atlantique                  | 1.1    | Laurent Pichon           | Fortuneo-Vital Concept      |
| 19    | La Popolarissima                             | 1.2    | Filippo Calderaro        |                             |
| 20-26 | Tour de Normandía                            | 2.2    | Anthony Delaplace        | Fortuneo-Vital Concept      |
| 23-26 | Settimana Coppi e Bartali                    | 2.1    | Lilian Calmejane         | Direct Énergie              |
| 26    | Gante-Wevelgem sub-23                        | 1.Ncup | Jacob Hennesy            |                             |
| 28-30 | Tres Días de La Panne                        | 2.HC   | Philippe Gilbert         | Quick-Step Floors           |
| 31    | Route Adélie                                 | 1.1    | Laurent Pichon           | Fortuneo-Vital Concept      |
| 31-2  | Triptyque des Monts et Châteaux              | 2.2    | Jasper Philipsen         |                             |

### Abril
| Fecha | Carrera                             | Cat.   | Ganador                     | Equipo                         |
| ----- | ----------------------------------- | ------ | --------------------------- | ------------------------------ |
| 1     | Gran Premio Miguel Induráin         | 1.1    | Simon Yates                 | Orica-Scott                    |
| 1     | Volta Limburg Classic               | 1.1    | Marco Canola                | Nippo-Vini Fantini             |
| 2     | Vuelta a La Rioja                   | 1.1    | Rory Sutherland             | Movistar                       |
| 2     | La Roue Tourangelle                 | 1.1    | Flavien Dassonville         | HP BTP-Auber93                 |
| 2     | Gran Premio Adria Mobil             | 1.2    | Antonio Parrinello          | GM Europa Vini                 |
| 2     | Trofeo Banca Popular de Vicenza     | 1.2U   | Mark Padun                  | Colpack                        |
| 4-7   | Circuito de la Sarthe               | 2.1    | Lilian Calmejane            | Direct Énergie                 |
| 5     | Scheldeprijs                        | 1.HC   | Marcel Kittel               | Quick-Step Floors              |
| 7-9   | Circuito de las Ardenas             | 2.2    | Jhonatan Narváez            | Axeon Hagens Berman            |
| 8     | Trofeo Edil C                       | 1.2U   | Marco Negrente              | Colpack                        |
| 9     | Giro de los Apeninos                | 1.1    | Danilo Celano               | Amore & Vita-Selle SMP         |
| 9     | Klasika Primavera                   | 1.1    | Gorka Izagirre              | Movistar                       |
| 11    | París-Camembert                     | 1.1    | Nacer Bouhanni              | Cofidis, Solutions Crédits     |
| 12    | Flecha Brabanzona                   | 1.HC   | Sonny Colbrelli             | Bahrain Merida                 |
| 12-16 | Tour de Loir-et-Cher                | 2.2    | Alexander Kamp              | VéloCONCEPT                    |
| 13    | Gran Premio de Denain               | 1.HC   | Arnaud Démare               | FDJ                            |
| 15    | ZLM Tour                            | 1.Ncup | Christopher Lawless         | Axeon Hagens Berman            |
| 15    | Lieja-Bastoña-Lieja sub-23          | 1.2U   | Bjorg Lambrecht             |                                |
| 15    | Tour de Finisterre                  | 1.1    | Julien Loubet               | Armée de terre                 |
| 17    | Giro del Belvedere                  | 1.2U   | Alexandr Riabushenko        | Palazzago Amaru                |
| 17    | Tro Bro Leon                        | 1.1    | Damien Gaudin               | Armée de terre                 |
| 17-21 | Tour de los Alpes                   | 2.HC   | Geraint Thomas              | Sky                            |
| 18-23 | Tour de Croacia                     | 2.1    | Vincenzo Nibali             | Bahrain Merida                 |
| 18    | Gran Premio Palio del Recioto       | 1.2U   | Neilson Powless             | Axeon Hagens Berman            |
| 20-23 | Tour de Mersin                      | 2.2    | Stanislau Bazhkou           | Minsk CC                       |
| 22    | Memorial Arno Wallaard              | 1.2    | Timothy Stevens             | Pauwels sauzen-Vastgoedservice |
| 22    | Visegrad 4 Kerekparverseny          | 1.2    | Kamil Zieliński             | Domin Sport                    |
| 23    | Trofeo Ciudad de San Vendemiano     | 1.2U   | Nicola Conci                |                                |
| 23    | Rutland-Melton CiCLE Classic        | 1.2    | Daniel Fleeman              |                                |
| 23    | Visegrad 4 Bicycle Race-GP Slovakia | 1.2    | Alois Kaňkovský             | Elkov-Author                   |
| 25    | Gran Premio della Liberazione       | 1.2U   | Seid Lizde                  | Colpack                        |
| 25-1  | Tour de Bretaña                     | 2.2    | Flavien Dassonville         | HP BTP-Auber93                 |
| 28-30 | Tour de Yorkshire                   | 2.1    | Serge Pauwels               | Dimension Data                 |
| 28    | Himmerland Rundt                    | 1.2    | Nicolai Brøchner            | Riwal Platform                 |
| 28-29 | Toscana Terra di Ciclismo Eroica    | 2.2U   | Jai Hindley                 | Selección de Australia         |
| 29    | GP Viborg                           | 1.2    | Kasper Asgreen              | VéloCONCEPT                    |
| 29    | Belgrado-Bania Luka I               | 1.2    | Barnabás Peák               |                                |
| 29    | Tour de Zuidenveld                  | 1.2    | Rick Ottema                 | Baby-Dump Cyclingteam          |
| 29-1  | Vuelta a Asturias                   | 2.1    | Raúl Alarcón Nairo Quintana | W52-FC Porto Movistar          |
| 29-2  | Carpathian Couriers Race            | 2.2U   | Alessandro Pessot           |                                |
| 30    | Paris-Mantes-en-Yvelines            | 1.2    | Fabien Canal                | Armée de terre                 |
| 30    | Skive-Løbet                         | 1.2    | Martin Toft Madsen          | Almeborg-Bornholm              |
| 30    | Belgrado-Bania Luka II              | 1.2    | Nicola Gaffurini            | Sangemini-MG.Kvis              |

### Mayo
| Fecha | Carrera                           | Cat. | Ganador                    | Equipo                     |
| ----- | --------------------------------- | ---- | -------------------------- | -------------------------- |
| 1     | Circuito de Valonia               | 1.2  | Maarten Van Trijp          | Metec-TKH Mantel           |
| 1     | Memoriał Andrzeja Trochanowskiego | 1.2  | Alois Kaňkovský            | Elkov-Author               |
| 1     | Gran Premio de Fráncfort sub-23   | 1.2U | Fabio Jakobsen             | SEG Racing Academy         |
| 2     | Memoriał Romana Siemińskiego      | 1.2  | Alois Kaňkovský            | Elkov-Author               |
| 3-6   | Rhône-Alpes Isère Tour            | 2.2  | Marco Minnaard             | Wanty-Groupe Gobert        |
| 3-7   | Tour de Azerbaiyán                | 2.1  | Hermann Pernsteiner        | Amplatz-BMC                |
| 5-7   | Vuelta a la Comunidad de Madrid   | 2.1  | Óscar Sevilla              | Medellín-Inder             |
| 5-7   | CCC Tour-Grody Piastowskie        | 2.2  | Marek Rutkiewicz           | Wibatech 7r Fuji           |
| 5-9   | Cinco Anillos de Moscú            | 2.2  | Yuri Trofimov              | Selección de Rusia         |
| 6     | Sundvolden GP                     | 1.2  | Rasmus Guldhammer          | VéloCONCEPT                |
| 6     | Tour de Overijssel                | 1.2  | Nicolai Brøchner           | Riwal Platform             |
| 7     | Gran Premio de Lugano             | 1.HC | Iuri Filosi                | Nippo-Vini Fantini         |
| 7     | Flecha de las Ardenas             | 1.2  | Harm Vanhoucke             |                            |
| 7     | Ringerike GP                      | 1.2  | Rasmus Guldhammer          | VéloCONCEPT                |
| 7     | Circuito del Porto-Trofeo Arvedi  | 1.2  | Damiano Cima               |                            |
| 9-14  | Cuatro Días de Dunkerque          | 2.HC | Clément Venturini          | Cofidis, Solutions Crédits |
| 11-14 | Tour de Ankara                    | 2.2  | Brayan Ramírez             | Medellín-Inder             |
| 13    | Scandinavian Race                 | 1.2  | Nicolai Brøchner           | Riwal Platform             |
| 14    | Gran Premio Criquielion           | 1.2  | Bram Welten                | BMC Development            |
| 14    | Gran Premio Industrias del Mármol | 1.2U | Michael Storer             | Mitchelton Scott           |
| 14    | Vuelta a Holanda Septentrional    | 1.2  | Fabio Jakobsen             | SEG Racing Academy         |
| 17-21 | Tour de Noruega                   | 2.HC | Edvald Boasson Hagen       | Dimension Data             |
| 17-21 | Tour de Ucrania                   | 2.2  | Vitaliy Buts               | Kolss-BDC                  |
| 17-21 | Bałtyk-Karkonosze Tour            | 2.2  | Marek Rutkiewicz           | Wibatech 7r Fuji           |
| 18-21 | Ronde d'Isard                     | 2.2U | Pavel Sivakov              | BMC Development Team       |
| 19-21 | París-Arrás Tour                  | 2.2  | Jordan Levasseur           | Armée de terre             |
| 19-21 | Vuelta a Castilla y León          | 2.1  | Jonathan Hivert            | Direct Énergie             |
| 20    | Tour de Berna                     | 1.2  | Filippo Fortin             | Tirol                      |
| 20-24 | Tour de Albania                   | 2.2  | Francesco Manuel Bongiorno | Sangemini-MG.Kvis          |
| 21-28 | An Post Rás                       | 2.2  | James Gullen               | JLT Condor                 |
| 21    | Gran Premio del Somme             | 1.1  | Adrien Petit               | Direct Énergie             |
| 24-28 | Flèche du Sud                     | 2.2  | Mark Padun                 |                            |
| 24-28 | Vuelta a Bélgica                  | 2.HC | Jens Keukeleire            | Selección de Bélgica       |
| 24-28 | Tour de los Fiordos               | 2.1  | Edvald Boasson Hagen       | Dimension Data             |
| 25-27 | Gran Premio Ciclista de Gemenc    | 2.2  | Filippo Tagliani           |                            |
| 26-27 | Tour de Estonia                   | 2.1  | Karl Patrick Lauk          | Selección de Estonia       |
| 26    | Horizon Park Race for Peace       | 1.2  | Mykhailo Kononenko         | Kolss-BDC                  |
| 27    | Gran Premio de Plumelec-Morbihan  | 1.1  | Alexis Vuillermoz          | Ag2r La Mondiale           |
| 27-28 | Tour de Gironde                   | 2.2  | Pablo Torres               | Burgos-BH                  |
| 27-28 | Tour de Jura                      | 2.2  | Thomas Degand              | Wanty-Groupe Gobert        |
| 27    | Horizon Park Race Maidan          | 1.2  | Rasmus Esmann Ginnerup     |                            |
| 28    | Horizon Park Classic              | 1.2  | Oleksandr Prevar           | Kolss-BDC                  |
| 28    | Boucles de l'Aulne                | 1.1  | Odd Christian Eiking       | FDJ                        |
| 28    | París-Roubaix sub-23              | 1.2U | Nils Eekhoff               | Development Sunweb         |
| 31-4  | Tour de Luxemburgo                | 2.HC | Greg Van Avermaet          | BMC Racing                 |

### Junio
| Fecha | Carrera                                                           | Cat.   | Ganador                | Equipo                     |
| ----- | ----------------------------------------------------------------- | ------ | ---------------------- | -------------------------- |
| 1-4   | Carrera de la Paz sub-23                                          | 2.Ncup | Bjorg Lambrecht        |                            |
| 1-4   | Boucles de la Mayenne                                             | 2.1    | Mathieu van der Poel   | Beobank-Corendon           |
| 1-4   | Szlakiem Walk Majora Hubala                                       | 2.1    | Maciej Paterski        | CCC Sprandi Polkowice      |
| 2-4   | Hammer Limburgo                                                   | 2.1    | Sky                    | Sky                        |
| 2-4   | Tour de Bihor                                                     | 2.2    | Rodolfo Torres         | Androni Giocattoli         |
| 2-4   | Gran Premio Internacional de Fronteras y la Sierra de la Estrella | 2.1    | Jesús del Pino         | Efapel                     |
| 2     | Trofeo Alcide Degasperi                                           | 1.2    | Andrea Toniatti        |                            |
| 3     | Flecha de Heist                                                   | 1.1    | Jasper De Buyst        | Lotto Soudal               |
| 4     | Memorial Philippe Van Coningsloo                                  | 1.2    | Yves Coolen            |                            |
| 4     | Coppa della Pace                                                  | 1.2    | Nicola Gaffurini       | Sangemini-MG.Kvis          |
| 7-11  | Tour de Eslovaquia                                                | 2.1    | Jan Tratnik            | CCC Sprandi Polkowice      |
| 8-11  | Oberösterreichrundfahrt                                           | 2.2    | Stephan Rabitsch       | Felbermayr-Simplon Wels    |
| 8-11  | Ronde de l'Oise                                                   | 2.2    | Flavien Dassonville    | HP BTP-Auber93             |
| 8     | G. P. Kanton Aargau                                               | 1.HC   | Sacha Modolo           | UAE Emirates               |
| 9-15  | Giro Ciclistico d'Italia                                          | 2.2U   | Pavel Sivakov          | BMC Development Team       |
| 9-11  | Tour de Malopolska                                                | 2.2    | Maciej Paterski        | CCC Sprandi Polkowice      |
| 10    | Dwars door de Vlaamse Ardennen                                    | 1.2    | Cameron Meyer          |                            |
| 10    | Tour de Fyen                                                      | 1.2    | Audun Brekke Fløtten   | Uno-X Hydrogen Development |
| 11    | Gran Premio Horsens                                               | 1.2    | Casper Pedersen        | Giant-Castelli             |
| 11    | Vuelta a Colonia                                                  | 1.1    | Gregor Mühlberger      | Bora-Hansgrohe             |
| 11    | Tour de Limburgo                                                  | 1.1    | Wout van Aert          | Vérandas Willems-Crelan    |
| 14-18 | Ster ZLM Toer                                                     | 2.1    | José Gonçalves         | Katusha-Alpecin            |
| 15-18 | Tour de Eslovenia                                                 | 2.1    | Rafał Majka            | Bora-Hansgrohe             |
| 15-18 | Ruta del Sur                                                      | 2.1    | Silvan Dillier         | BMC Racing                 |
| 15-18 | Tour de Saboya                                                    | 2.2    | Egan Bernal            | Androni Giocattoli         |
| 16-18 | Vuelta a Serbia                                                   | 2.2    | Charalampos Kastrantas | Dare Viator Partizan       |
| 17    | Memoriał im. J. Grundmanna i J. Wizowskiego                       | 1.2    | Alan Banaszek          | CCC Sprandi Polkowice      |
| 18    | Bruges Cycling Classic                                            | 1.1    | Wout van Aert          | Vérandas Willems-Crelan    |
| 18    | Korona Kocich Gór                                                 | 1.2    | Łukasz Owsian          | CCC Sprandi Polkowice      |
| 18    | Trofeo Beaumont                                                   | 1.2    | Peter Williams         | ONE                        |
| 21    | Halle-Ingooigem                                                   | 1.1    | Arnaud Démare          | FDJ                        |
| 27    | Trofeo Ciudad de Brescia                                          | 1.2    | Nikolai Shumov         |                            |
| 27-2  | Tour de Hungría                                                   | 2.2    | Daniel Jaramillo       | UnitedHealthcare           |
| 28    | Trofeo Internacional Jong Maar Moedig                             | 1.2    | Toon Aerts             | Telenet Fidea Lions        |
| 28-1  | Carrera de la Solidaridad y de los Campeones Olímpicos            | 2.2    | Mateusz Komar          | Voster Uniwheels Team      |
| 29-2  | Vuelta a Portugal del Futuro                                      | 2.2U   | José Fernandes         |                            |

### Julio
| Fecha | Carrera                                            | Cat. | Ganador               | Equipo                       |
| ----- | -------------------------------------------------- | ---- | --------------------- | ---------------------------- |
| 1     | Omloop Het Nieuwsblad sub-23                       | 1.2  | Tanguy Turgis         |                              |
| 2-8   | Vuelta a Austria                                   | 2.1  | Delio Fernández       | Delko Marseille Provence KTM |
| 2     | Slag om Norg                                       | 1.1  | Gianni Vermeersch     | Beobank-Corendon             |
| 5-9   | Tour de Sibiu                                      | 2.1  | Egan Bernal           | Androni Giocattoli           |
| 5-9   | Gran Premio Torres Vedras-Trofeo Joaquim Agostinho | 2.2  | Amaro Antunes         | W52-FC Porto                 |
| 7     | Gran Premio Stad Sint-Niklaas                      | 1.2  | Gerben Thijssen       |                              |
| 7     | Minsk Cup                                          | 1.2  | Yegor Dementyev       | ISD-Jorbi                    |
| 8     | Gran Premio de Minsk                               | 1.2  | Yauheni Karaliok      | Minsk CC                     |
| 8     | Gran Premio Jean-Pierre Monseré                    | 1.1  | Laurens Sweeck        | Era-Circus                   |
| 9     | Giro del Medio Brenta                              | 1.2  | Michele Gazzara       | Sangemini-MG.Kvis            |
| 9     | Velothon Wales                                     | 1.1  | Ian Bibby             | JLT Condor                   |
| 9     | Midden Brabant-Poort Omloop                        | 1.2  | Jaap Kooijman         |                              |
| 12-16 | Giro del Valle de Aosta                            | 2.2U | Pavel Sivakov         | BMC Development Team         |
| 16    | Trofeo Matteotti                                   | 1.1  | Sergey Shilov         | Lokosphinx                   |
| 19    | Gran Premio Pino Cerami                            | 1.1  | Wout van Aert         | Vérandas Willems-Crelan      |
| 22-26 | Tour de Valonia                                    | 2.HC | Dylan Teuns           | BMC Racing                   |
| 23    | Gran Premio de la Villa de Pérenchies              | 1.2  | Roy Jans              | WB Veranclassic Aqua Protect |
| 25    | Clásica de Ordizia                                 | 1.1  | Sergey Shilov         | Lokosphinx                   |
| 25-29 | Dookoła Mazowsza                                   | 2.2  | Alois Kaňkovský       | Elkov-Author                 |
| 26-30 | Tour de Alsacia                                    | 2.2  | Lucas Hamilton        | Selección de Australia       |
| 29-31 | Kreiz Breizh Elites                                | 2.2  | Jonas Gregaard Wilsly | Riwal Platform               |
| 30    | Polynormande                                       | 1.1  | Alexis Gougeard       | Ag2r La Mondiale             |
| 30    | Rad am Ring                                        | 1.1  | Huub Duijn            | Vérandas Willems-Crelan      |
| 30    | Gran Premio de Kranj                               | 1.2  | Matej Mugerli         | Amplatz-BMC                  |
| 31    | Circuito de Guecho                                 | 1.1  | Carlos Barbero        | Movistar                     |

### Agosto
| Fecha | Carrera                                | Cat.   | Ganador                    | Equipo                      |
| ----- | -------------------------------------- | ------ | -------------------------- | --------------------------- |
| 1-5   | Vuelta a Burgos                        | 2.HC   | Mikel Landa                | Sky                         |
| 3     | Campeonato Europeo Contrarreloj Sub-23 | CC     | Kasper Asgreen             | Selección de Dinamarca      |
| 3     | Campeonato Europeo Contrarreloj        | CC     | Victor Campenaerts         | Selección de Bélgica        |
| 4-15  | Vuelta a Portugal                      | 2.1    | Raúl Alarcón Amaro Antunes | W52-FC Porto                |
| 5     | Campeonato Europeo en Ruta Sub-23      | CC     | Casper Pedersen            | Selección de Dinamarca      |
| 5     | Gran Premio de Kalmar                  | 1.2    | Rasmus Bogh Wallin         | ColoQuick CULT              |
| 5     | Tour de Ribas                          | 1.2    | Sergiy Lagkuti             | Kolss-BDC                   |
| 5     | Dwars door het Hageland                | 1.1    | Mathieu van der Poel       | Beobank-Corendon            |
| 6     | Campeonato Europeo en Ruta             | CC     | Alexander Kristoff         | Selección de Noruega        |
| 6     | Odessa Grand Prix                      | 1.2    | Mykhailo Kononenko         | Kolss-BDC                   |
| 6     | Antwerpse Havenpijl                    | 1.2    | Arvid de Kleijn            | Baby-Dump                   |
| 8-12  | Tour de l'Ain                          | 2.1    | Thibaut Pinot              | FDJ                         |
| 9-12  | Tour de Szeklerland                    | 2.2    | Patrick Bosman             | Hrinkow Advarics            |
| 10-13 | Arctic Race de Noruega                 | 2.HC   | Dylan Teuns                | BMC Racing                  |
| 10-13 | Tour de la República Checa             | 2.1    | Josef Černý                | Elkov-Author                |
| 12    | Memoriał Henryka Łasaka                | 1.2    | Alan Banaszek              | CCC Sprandi Polkowice       |
| 13    | Puchar Uzdrowisk Karpackich            | 1.2    | Maciej Paterski            | CCC Sprandi Polkowice       |
| 13    | Gran Premio Sportivi di Poggiana       | 1.2U   | Nicola Conci               |                             |
| 15-18 | Tour de Limousin                       | 2.1    | Alexis Vuillermoz          | Ag2r La Mondiale            |
| 16    | Gran Premio Capodarco                  | 1.2U   | Mark Padun                 |                             |
| 18    | Veenendaal Veenendaal Classic          | 1.1    | Luka Mezgec                | Orica-Scott                 |
| 18-27 | Tour del Porvenir                      | 2.Ncup | Egan Bernal                | Selección de Colombia       |
| 19    | Puchar Ministra Obrony Narodowej       | 1.2    | Alois Kaňkovský            | Elkov-Author                |
| 20    | Szlakiem Wielkich Jezior               | 1.2    | Marek Rutkiewicz           | Wibatech 7r Fuji            |
| 20    | Gran Premio Jef Scherens               | 1.1    | Timothy Dupont             | Vérandas Willems-Crelan     |
| 22    | Gran Premio de Marbriers               | 1.2    | Karol Domagalski           | ONE                         |
| 22    | Gran Premio de la Villa de Zottegem    | 1.1    | Jasper De Buyst            | Lotto Soudal                |
| 22-25 | Tour de Poitou-Charentes               | 2.1    | Mads Pedersen              | Trek-Segafredo              |
| 23    | Druivenkoers Overijse                  | 1.1    | Jérôme Baugnies            | Wanty-Groupe Gobert         |
| 23-27 | Baltic Chain Tour                      | 2.2    | Herman Dahl                | Sparebanken Sør             |
| 25    | Pro Ötztaler 5500                      | 1.1    | Roman Kreuziger            | Orica-Scott                 |
| 26    | Omloop Mandel-Leie-Schelde             | 1.1    | Iljo Keisse                | Quick-Step Floors           |
| 26-27 | Ronde van Midden-Nederland             | 2.2    | Kamil Gradek               | ONE                         |
| 27    | Schaal Sels                            | 1.1    | Taco van der Hoorn         | Roompot-Nederlandse Loterij |
| 27    | Croacia-Eslovenia                      | 1.2    | Dušan Rajović              | Adria Mobil                 |
| 30-3  | Vuelta a Bohemia Meridional            | 2.2    | Josef Černý                | Elkov-Author                |

### Septiembre
| Fecha | Carrera                                    | Cat. | Ganador                               | Equipo                        |
| ----- | ------------------------------------------ | ---- | ------------------------------------- | ----------------------------- |
| 2     | Brussels Cycling Classic                   | 1.HC | Arnaud Démare                         | FDJ                           |
| 3     | Kernen Omloop Echt-Susteren                | 1.2  | Robbert de Greef                      | Baby-Dump                     |
| 3-5   | Tour de Bulgaria-Norte                     | 2.2  | Sergiy Lagkuti                        | Kolss-BDC                     |
| 3     | Gran Premio de Fourmies                    | 1.HC | Nacer Bouhanni                        | Cofidis, Solutions Crédits    |
| 3-10  | Vuelta a Gran Bretaña                      | 2.HC | Lars Boom                             | LottoNL-Jumbo                 |
| 5-10  | Tour de Olympia                            | 2.2U | Pascal Eenkhoorn                      |                               |
| 7-9   | Tour de Bulgaria-Sur                       | 2.2  | Vitaliy Buts                          | Kolss-BDC                     |
| 8-9   | East Bohemia Tour                          | 2.2  | Kamil Zieliński                       | Domin Sport                   |
| 9     | Tour de Jura                               | 1.2  | Marc Hirschi                          |                               |
| 9     | De Kustpijl                                | 1.2  | Christophe Noppe                      | Sport Vlaanderen-Baloise      |
| 10    | Raiffeisen G. P.                           | 1.2  | Adam de Vos                           | Rally                         |
| 10    | Tour de Doubs                              | 1.1  | Romain Hardy                          | Fortuneo-Oscaro               |
| 10    | Gran Premio de la Ville de Nogent-sur-Oise | 1.2  | Jordan Levasseur                      | Armée de terre                |
| 11    | Gran Premio Marcel Kint                    | 1.2  | Jonas Rickaert                        | Sport Vlaanderen-Baloise      |
| 12-16 | Vuelta a Dinamarca                         | 2.HC | Mads Pedersen                         | Trek-Segafredo                |
| 13    | Coppa Agostoni                             | 1.1  | Michael Albasini                      | Selección de Suiza            |
| 13    | Gran Premio de Valonia                     | 1.1  | Tim Wellens                           | Lotto Soudal                  |
| 14    | Coppa Bernocchi                            | 1.1  | Sonny Colbrelli                       | Bahrain Merida                |
| 15    | Campeonato de Flandes                      | 1.1  | Fernando Gaviria                      | Quick-Step Floors             |
| 16    | Memorial Marco Pantani                     | 1.1  | Marco Zamparella                      | Amore & Vita-Selle SMP        |
| 16    | Visegrad 4 Bicycle Race-GP Czech Republic  | 1.2  | Rok Korošec                           | Amplatz-BMC                   |
| 16    | Gran Premio Impanis-Van Petegem            | 1.HC | Matteo Trentin                        | Quick-Step Floors             |
| 17    | Gran Premio de Isbergues                   | 1.1  | Benoît Cosnefroy                      | Ag2r La Mondiale              |
| 17    | Visegrad 4 Bicycle Race-GP Polski Via Odra | 1.2  | Kamil Zieliński                       | Domin Sport                   |
| 20    | Circuito de Houtland                       | 1.1  | Tom Devriendt                         | Wanty-Groupe Gobert           |
| 23-24 | Tour de Gévaudan Languedoc-Roussillon      | 2.2  | Guillaume Martin                      | Wanty-Groupe Gobert           |
| 24    | Gooikse Pijl                               | 1.2  | Kenny Dehaes                          | Wanty-Groupe Gobert           |
| 24    | París-Chauny                               | 1.2  | Thomas Boudat                         | Direct Énergie                |
| 24    | Dúo Normando                               | 1.1  | Anthony Delaplace Pierre-Luc Périchon | Fortuneo-Oscaro               |
| 26-27 | Giro de Toscana                            | 2.1  | Guillaume Martin                      | Wanty-Groupe Gobert           |
| 26    | Ruota d'Oro                                | 1.2U | Nicolás Tivani                        | Unieuro Trevigiani-Hemus 1896 |
| 28    | Coppa Sabatini                             | 1.1  | Andrea Pasqualon                      | Wanty-Groupe Gobert           |
| 30    | Memorial Imre Riczu                        | 1.2  | Alberto Giuriato                      |                               |
| 30    | Omloop Eurometropool                       | 1.1  | André Greipel                         | Lotto Soudal                  |
| 30    | Giro de Emilia                             | 1.HC | Giovanni Visconti                     | Bahrain Merida                |

### Octubre
| Fecha | Carrera                     | Cat. | Ganador              | Equipo                     |
| ----- | --------------------------- | ---- | -------------------- | -------------------------- |
| 1     | Gran Premio Bruno Beghelli  | 1.HC | Luis León Sánchez    | Astana                     |
| 1     | Tour de Eurométropole       | 1.HC | Daniel McLay         | Fortuneo-Oscaro            |
| 1     | Piccolo Giro de Lombardía   | 1.2U | Alexandr Riabushenko |                            |
| 1     | Tour de Vendée              | 1.1  | Christophe Laporte   | Cofidis, Solutions Crédits |
| 3     | Tres Valles Varesinos       | 1.HC | Alexandre Geniez     | Ag2r La Mondiale           |
| 3     | Giro de Münsterland         | 1.HC | Sam Bennett          | Bora-Hansgrohe             |
| 3     | Binche-Chimay-Binche        | 1.1  | Jasper De Buyst      | Lotto Soudal               |
| 5     | Milán-Turín                 | 1.HC | Rigoberto Urán       | Cannondale-Drapac          |
| 5     | París-Bourges               | 1.1  | Rudy Barbier         | Ag2r La Mondiale           |
| 8     | París-Tours sub-23          | 1.2U | Jasper Philipsen     |                            |
| 8     | París-Tours                 | 1.HC | Matteo Trentin       | Quick-Step Floors          |
| 11    | Famenne Ardenne Classic     | 1.1  | Moreno Hofland       | Lotto Soudal               |
| 14    | Tacx Pro Classic            | 1.1  | Timo Roosen          | LottoNL-Jumbo              |
| 15    | Chrono des Nations sub-23   | 1.2U | Mathias Norsgaard    | Giant-Castelli             |
| 15    | Chrono des Nations          | 1.1  | Martin Toft Madsen   | BHS-Almeborg-Bornholm      |
| 17    | Premio Nacional de Clausura | 1.1  | Arvid de Kleijn      | Baby-Dump                  |

## Clasificaciones finales
- Nota:  Las clasificaciones finales son:[3]

### Individual
| Posición | Ciclista        | Puntos |
| -------- | --------------- | ------ |
| 1.°      | Nacer Bouhanni  | 1124   |
| 2.º      | Jasper De Buyst | 935    |
| 3.°      | André Greipel   | 886    |
| 4.°      | Elia Viviani    | 813    |
| 5.°      | Egan Bernal     | 800    |
| 6.°      | Arnaud Démare   | 762    |
| 7.°      | Thibaut Pinot   | 761    |
| 8.°      | Mattia Cattaneo | 731    |
| 9.°      | Kenny Dehaes    | 706    |
| 10.°     | Matteo Trentin  | 700    |

### Equipos
| Posición | Equipo                       | Puntos |
| -------- | ---------------------------- | ------ |
| 1.º      | Wanty-Groupe Gobert          | 3235   |
| 2.º      | Cofidis, Solutions Crédits   | 3169   |
| 3.º      | Androni-Sidermec-Bottecchia  | 2959   |
| 4.º      | WB Veranclassic Aqua Protect | 2613   |
| 5.º      | Fortuneo-Oscaro              | 2587   |

### Países
| Posición | País         | Puntos |
| -------- | ------------ | ------ |
| 1.º      | Francia      | 5802   |
| 2.º      | Italia       | 5676   |
| 3.º      | Bélgica      | 5172   |
| 4.º      | España       | 3718   |
| 5.º      | Países Bajos | 3498   |

### Países sub-23
| Posición | País      | Puntos |
| -------- | --------- | ------ |
| 1.º      | Francia   | 2164   |
| 2.º      | Dinamarca | 1671   |
| 3.º      | Bélgica   | 1349   |

## Evolución de las clasificaciones
| Fecha            | Clasificación individual | Clasificación por equipos | Clasificación por países | Clasificación por países sub-23 |
| ---------------- | ------------------------ | ------------------------- | ------------------------ | ------------------------------- |
| 31 de enero      | Baptiste Planckaert      | Cofidis                   | Francia                  | Italia                          |
| 28 de febrero    | Baptiste Planckaert      | Cofidis                   | Francia                  | Italia                          |
| 31 de marzo      | Baptiste Planckaert      | Cofidis                   | Francia                  | Gran Bretaña                    |
| 30 de abril      | Nacer Bouhanni           | Wanty-Groupe Gobert       | Francia                  | Francia                         |
| 31 de mayo       | Nacer Bouhanni           | Wanty-Groupe Gobert       | Francia                  | Francia                         |
| 30 de junio      | Nacer Bouhanni           | Wanty-Groupe Gobert       | Francia                  | Francia                         |
| 31 de julio      | Nacer Bouhanni           | Wanty-Groupe Gobert       | Francia                  | Francia                         |
| 31 de agosto     | Nacer Bouhanni           | Wanty-Groupe Gobert       | Francia                  | Francia                         |
| 30 de septiembre | Nacer Bouhanni           | Wanty-Groupe Gobert       | Francia                  | Francia                         |
| 31 de octubre    | Nacer Bouhanni           | Wanty-Groupe Gobert       | Francia                  | Francia                         |
| Final            | Nacer Bouhanni           | Wanty-Groupe Gobert       | Francia                  | Francia                         |